# Francisco de Zurbarán
Francisco de Zurbarán (néha Francisco Zurbarán néven említik; (Fuente de Cantos, Badajoz, 1598. november 7. – Madrid, 1664. augusztus 27.) a spanyol aranykor festője, Diego Velázquez kortársa és barátja. 

## Művészete
Remekelt a vallásos festészetben, művészete nagy vizuális erőt és mély miszticizmust mutat. Az ellenreformáció reprezentatív művésze volt. Korai műveiben Caravaggio hatására stílusában az itáliai manierista mestereket követte. Ábrázolásai távol állnak Velázquez realizmusától, kompozícióit pedig a chiaroscuro modellezés jellemzi, savasabb tónusokkal.

## Életpályája
Baszk nemesi családból származott, édesapja gazdag kereskedő volt. 1614 és 1617 között Sevillában élt, ahol Pedro Diaz de Villanueve műhelyében tanult. Itt barátkozott össze Diego Velázquezzel. 1617 és 1628 között  Llerenában élt. 1617-ben megnősült és három gyermeke született.

## Képek
- Krisztus a kereszten, 1627, Művészeti Intézet, Chicago
- Szent Serapius, 1628, Wadsworth Athenaeum, Connecticut

## Fordítás
- Ez a szócikk részben vagy egészben  a   Francisco de Zurbarán című spanyol Wikipédia-szócikk ezen változatának fordításán alapul.  Az eredeti cikk szerkesztőit annak laptörténete sorolja fel. Ez a jelzés csupán a megfogalmazás eredetét és a szerzői jogokat jelzi, nem szolgál a cikkben szereplő információk forrásmegjelöléseként.